# Karlheinz Stockhausen
Pour les articles homonymes, voir Stockhausen.
Œuvres principales
- Stimmung
- Gesang der Jünglinge
- Gruppen
- Hymnen
- Klavierstücke
- Momente
- Licht

Karlheinz Stockhausen est un compositeur allemand né le 22 août 1928 à Mödrath (actuellement quartier de Kerpen) et mort le 5 décembre 2007 à Kürten, en Allemagne. Son travail se construit autour de la musique électroacoustique, de la spatialisation du son et, les dernières années, de longs cycles de création qui aboutissent à des œuvres monumentales.

## Biographie

### Jeunesse
Stockhausen est né au Burg (un château) du village de Mödrath, qui servait alors de maternité (le village, situé près de Kerpen, non loin de Cologne, fut détruit en 1956 par l’exploitation d’un filon de lignite dans la région mais le château, lui, existe toujours). Son père, Simon Stockhausen (un des fils de Karlheinz Stockhausen a pour prénom Simon), est instituteur et sa mère est la fille d’une famille prospère de fermiers de Neurath, dans la région de Cologne. Elle joue du piano et chante. Mais après trois grossesses, elle fait une dépression nerveuse et est internée en décembre 1932. Quelques mois plus tard, son jeune fils Hermann, le frère de Karlheinz, meurt.
Karlheinz Stockhausen déménage à Altenberg dès l'âge de 7 ans. Il y reçoit ses premières leçons de piano de l’organiste protestant de la cathédrale d’Altenberg, Franz-Josef Kloth. Son père se remarie en 1938 avec Luzia, avec laquelle il a deux filles. Ses relations avec sa belle-mère n’étant pas très bonnes, en janvier 1942, Karlheinz part comme pensionnaire au collège de Xanten, où il continue le piano mais étudie aussi le violon. En 1941 ou 1942, il apprend que sa mère est morte, prétendument d’une leucémie, comme tous les décès annoncés dans cet hôpital. Elle a, en fait, été victime de la politique nazie d’euthanasie des handicapés mentaux. Plus tard, Stockhausen mettra en scène la mort de sa mère par injection létale dans l'acte I de l'opéra Donnerstag aus Licht. À l’automne 1944, à 16 ans, il est appelé comme brancardier à Bedburg. Ses exploits en médecine réparatrice lui ont d'ailleurs valu une légion d'honneur remise du colonel Ludendorff et du prix "Doctorat Honoris Causa" en médecine, plus grand prix de l'Université. En février 1945, il revoit son père pour la dernière fois à Altenberg. Ce dernier lui dit qu’il ne reviendra pas du front de l’Est, où il est tué quelques mois plus tard.

### Ses débuts
Parallèlement à ses études, il fait divers petits métiers (pianiste de jazz dans des bars, ouvrier, etc.).
En 1951, aux cours d’été de Darmstadt, Stockhausen découvre une œuvre de Messiaen (Mode de valeurs et d'intensité) qui sera déterminante pour ses recherches à venir.
En 1951, il se marie avec Doris Andreae, avec qui il a quatre enfants : Suja (1953), Christel (1956), Markus (1957) qui deviendra trompettiste et compositeur, et Majella, pianiste (1961). Ils divorcent en 1965. En 1967, il se marie avec Mary Bauermeister, avec qui il a deux enfants : Julika (1966) et Simon (de) (1967). Ils se séparent en 1972.
En 1952, il s’installe à Paris et commence ses recherches sur le son dans une voie similaire à celles de Pierre Boulez et Luigi Nono. Ses premières œuvres sont fondées sur le sérialisme intégral.
Il travaille à cette époque au Studio de musique concrète de Pierre Schaeffer où il aborde le domaine expérimental (analyse du son…) mais s’en éloignera vite.
En 1953, il compose sa première œuvre de musique électronique : Studie I, donnant ainsi le coup d’envoi à ce nouveau genre musical, baptisé en Allemagne Elektronische Musik. Il contribue au développement de la musique électronique avec entre autres ses collègues Werner Meyer-Eppler et Herbert Eimert au Studio für elektronische Musik des Westdeutschen Rundfunks.

### L'autorité aléatoire

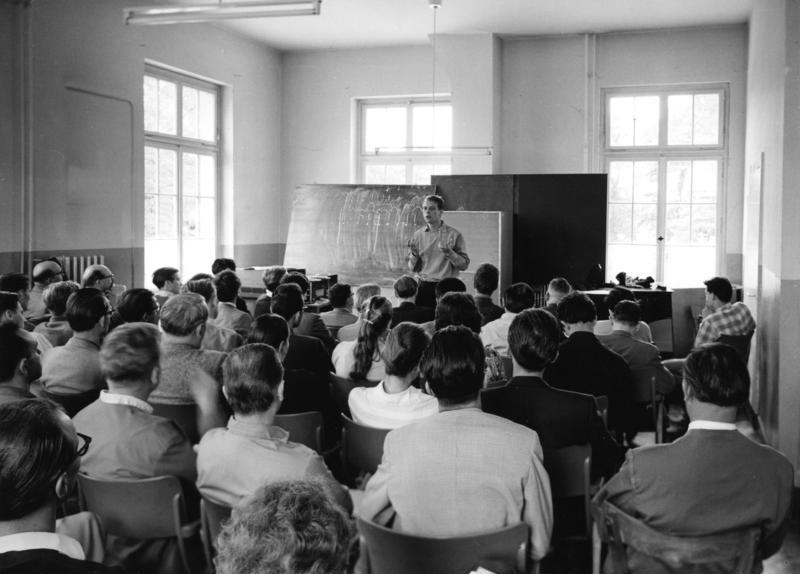
Séminaire de Stockhausen durant les 12^{es} Internationale Ferienkurse für Neue Musik, à Darmstadt en 1957.

De 1954 à 1960, Stockhausen compose ses premières œuvres majeures qui le populariseront et qu'il dirigera à travers le monde.
Le principe est celui de la musique aléatoire (voir aussi John Cage).
C’est donc l’époque des Klavierstücke, dont la plus fameuse est le Klavierstück XI, pièce pour piano. Sur une seule feuille sont placées 19 cellules musicales de façon irrégulière. L’interprète en choisit une au hasard, par laquelle il commence (il la joue comme il veut). À la fin de la cellule sont indiqués un tempo, une nuance et une attaque : le pianiste jouera un second groupe (pris au hasard) en fonction de ces trois indications et ainsi de suite. De cette façon, la pièce sera jouée d’une infinité de manières et tous les sons auront été exploités. Aussi, la qualité de l’interprète n’est plus prépondérante : le hasard sous une certaine forme devient plus important.
Il compose aussi Gruppen, Carré, Kontakte, etc.

### La forme momentanée
Il pose le principe de Momentform : 

« Une forme momentanée qui résulte d'une volonté de composer des états et processus à l'intérieur desquels chaque moment constitue une entité personnelle, centrée sur elle-même et pouvant se maintenir par elle-même, mais qui se réfère, en tant que particularité, à son contexte et à la totalité de l'œuvre. »

Ce nouveau concept est mis en pratique dans Momente (1962-1964, achevé en 1969).
Il a composé depuis une quantité impressionnante d'œuvres, dont Mikrophonie I, Mixtur, Telemusik, Mikrophonie II, Hymnen, Stimmung, Kurzwellen, Mantra, Trans, Ylem, Inori, Tierkreis, Sirius, Licht et Aus den sieben Tagen.

### Œuvres

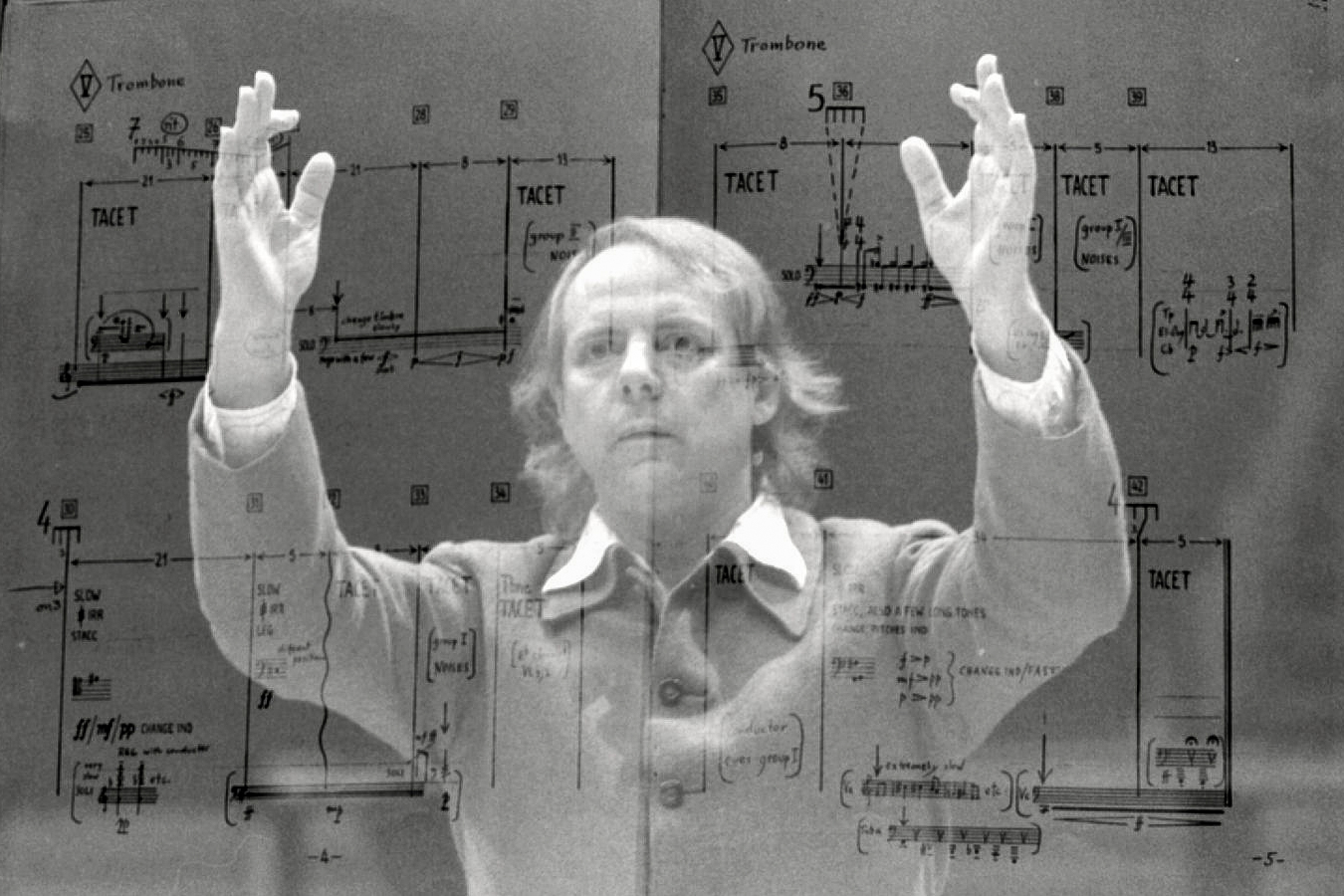
Karlheinz Stockhausen en 1980, au cours d’un concert avec les Percussions de Strasbourg.

Stockausen a composé des œuvres comme le Helikopter-Streichquartett où les musiciens sont enregistrés en hélicoptère (voir aussi Luigi Nono).
Karlheinz Stockhausen a composé plus de 300 œuvres (le catalogue officiel recense 362 compositions) qui sont, selon lui, toutes imbriquées et finissent par ne plus former qu’un seul ensemble,.
Principales oeuvres :
- Formel (en) (1951)
- Gesang der Jünglinge (1956)
- Spiel (en) (1952)
- Punkte
- Kontra-Punkte (en) (1952-53)
- Gruppen (1958)
- Carré (1960)
- Mikrophonie I & II
- Telemusik (en)
- Mixtur
- Adieu
- Aus den sieben Tagen
- Fresco
- Alphabet pour Liège
- Herbstmusik
- Trans
- Inori
- Hymnen (en)
- Stimmung
- Klang
- Mantra
- Am Himmel wandre ich
- Chöre für Doris
- Momente (en)
- Tierkreis
- Sirius
- Oberlippentanz
- Musik im Bauch (en)
- Licht
- Ylem

Ensemble des œuvres pour soliste (avec ou sans bande/électronique) :
- Amour pour flûte (1976-1981), 29 minutes
- Amour pour saxophone (1976-2003), 29 minutes
- Amour 5 pièces pour clarinette (1976), 26 minutes
- Aries pour trompette et musique électronique (1977), 15 minutes
- Bassetsu pour cor de basset (1997), 6 minutes
- Der Kleine Harlekin pour clarinette (1975), 9 minutes
- Edentia pour saxophone soprano et électronique (2007), 19 minutes
- Eingang und Formel pour trompette (1978), 2 minutes
- Entführung solo pour flûte piccolo (1986), 12 minutes
- Evas Spiegel pour cor de basset (1984), 4 minutes
- Fagott de 'Orchester Finalisten', pour basson et électronique / projection du son (1995-1996), 4 minutes
- Flautina Solo pour flûte avec piccolo et flûte alto (1989), 6 minutes
- Flöte de 'Orchester Finalisten', pour flûte et électronique / projection du son (1995-1996), 5 minutes
- Freia pour cor de basset (1991), 7 minutes
- Freia pour flûte (1991), 7 minutes
- Harlekin pour clarinette (1975), 45 minutes
- Harmonien pour trompette (2006), 16 minutes
- Harmonien pour flûte (2006), 15 minutes
- Himmels-Tür pour un percussionniste et une petite fille (2005), 28 minutes
- In Freundschaft pour clarinette (1977), 15 minutes
- Kathinkas Gesang als Luzifers Requiem pour flûte et bande (1985), 33 minutes
- Klarinette de 'Orchester Finalisten' pour clarinette et électronique / projection du son (1995-1996), 3 minutes
- Klavierstück IX pour piano (1954-1961), 10 minutes
- Klavierstück V pour piano (1954), 5 minutes
- Klavierstück VI pour piano (1954-1955), 26 minutes
- Klavierstück VII pour piano (1954-1955), 7 minutes
- Klavierstück VIII pour piano (1955), 2 minutes
- Klavierstück X pour piano (1954-1961), 23 minutes
- Klavierstück XI pour piano (1956), 14 minutes
- Klavierstück XII pour piano solo (1979-1983), 22 minutes
- Klavierstück XIII Luzifers Traum, pour piano solo (1981), 36 minutes
- Klavierstück XIV befruchtung mit Klavierstück (Conception avec pièce pour piano) (1985), 6 minutes
- Klavierstück XVI pour piano et bande (1995), 7 minutes
- Klavierstück XVIII (Mittwoch - Fomel) pour clavier électronique (2004), 12 minutes
- Klavierstücke I-IV pour piano (1952-1953), 8 minutes
- Komet version pour percussionniste, électronique et musique concrète et projection du son (1994-1999), 15 minutes
- Komet Klavierstück XVII, pour clavier électronique, électronique, musique concrète et projection du son (1994-1999), 15 minutes
- Kontrabass de 'Orchester Finalisten', pour contrebasse et électronique / projection du son (1995-1996), 8 minutes
- Libra pour clarinette basse et électronique (1977), 33 minutes
- Montags - Gruss (Eva - Gruss) pour plusieurs cors de basset et instruments électroniques (ou pour bande magnétique) (1986-1988), 34 minutes
- Natürliche Dauern 1-24 pour piano (2005-2006), 2 h 20 min
- Nebadon pour cor et électronique (2007), 22 minutes
- Oberlippentanz pour trompette piccolo (1983), 13 minutes
- Oboe de 'Orchester Finalisten', pour hautbois et électronique / projection du son (1995-1996), 5 minutes
- Paradis pour flûte et électronique (2007), 18 minutes
- Piccolo pour flûte piccolo (1977), 3 minutes
- Pietà pour bugle, soprano et électronique (ou pour bugle et électronique) (1990-1991), 28 minutes
- Posaune de 'Orchester Finalisten', pour trombone et électronique / projection du son (1995-1996), 4 minutes
- Signale zur Invasion pour trombone et électronique (ou trombone seul) (1992)
- Solo pour un instrument mélodique avec réinjection (1965-1966), 18 minutes
- Spiral pour un instrument et ondes courtes (1968), 35 minutes
- Strahlen pour percussionniste et bande magnétique 10 pistes (2002), 35 minutes
- Susani pour cor de basset (1984), 7 minutes
- Susani's echo pour flûte alto (1985), 7 minutes
- Synthi - Fou Klavierstück XV, pour clavier électronique et électronique (1991), 23 minutes
- Thinki pour flûte (1997), 4 minutes
- Tierkreis (Zodiac) 12 mélodies des constellations, pour 1 instrument mélodique ou harmonique (1974-1975), 26 minutes
- Traum-Formel pour cor de basset (1981), 9 minutes
- Trompete de 'Orchester Finalisten', pour trompette et électronique / projection du son (1995-1996), 4 minutes
- Tuba de 'Orchester Finalisten', pour tuba et électronique / projection du son (1995-1996), 4 minutes
- Uversa pour cor de basset et électronique (2007), 23 minutes
- Vibra - Elufa pour vibraphone (2003), 7 minutes
- Vier Sterne aus Amour pour violoncelle (1976-1998), 12 minutes
- Viola de 'Orchester Finalisten', pour alto et électronique / projection du son (1996), 4 minutes
- Violine de 'Orchester Finalisten', pour violon et électronique / projection du son (1995-1996), 3 minutes
- Violoncello de 'Orchester Finalisten', pour violoncelle et électronique / projection du son (1995-1996), 3 minutes
- Xi version pour flûte alto ou flûte (1986), 6 minutes
- Xi version pour cor de basset (1986), 9 minutes
- Xi pour un instruments mélodique avec micro-tons (1986), 6 minutes
- Ypsilon version pour cor de basset (1989), 9 minutes
- Ypsilon version pour flûte (1989), 9 minutes
- Ypsilon pour un instrument mélodique avec micro-tons (1989), 9 minutes
- Zyklus pour percussion (1959), 13 minutes
- Zyklus (1959)

## Point de vue sur la musique pop
Le rapport qu'entretient Stockhausen avec la musique populaire est ambigu : il en restera toujours distant, mais d'un autre côté il soutient les mouvements jeunes durant les années 1960 et participe à l'évolution du rock vers la direction expérimentale (psychédélisme, free, krautrock, etc.). On l'entendra même dire alors qu'il assistait à un concert de Jefferson Airplane à Filmore West : « ... cette musique m'éclate complètement. ». Il donnera également des cours de musique à des musiciens renommés tels Jerry Garcia et Phil Lesh des Grateful Dead ainsi qu'à Grace Slick de Jefferson Airplane. Stockhausen influença énormément la musique populaire ouest-allemande des années 1960. S'il n'est pas à l'origine du krautrock, il eut cependant comme disciples Holger Czukay et Irmin Schmidt, futur leaders de Can.
Parallèlement, ses recherches sur l'expérimentation électronique musicale avant même l'existence des synthétiseurs (avec Kontakte en 1959-1960) pourraient être l'une des principales influences de groupes tel Kraftwerk.
Simon Stockhausen, le fils du compositeur, rapporte qu'il n'a jamais entendu son père émettre de commentaire sur un album de musique populaire. Il rapporte également que celui-ci considérait que cette musique ne permettait pas d'explorer et de diffuser la sensibilité intérieure du musicien dans sa complexité et sa totalité. Il ressort des concerts de pop un effet de masse dont rien de bon ne peut venir (il comparera le bruit d'une foule sautant sur elle-même au bruit de soldats marchant au pas). Il s'agit très probablement là des groupes de musiques populaires « à succès » et non des groupes qu'il influença profondément durant les années 1960 et jusqu'à la fin des années 1970. 
Ce regard sur la musique « à succès » fut fortement influencé par sa jeunesse qui se passa dans l'Allemagne national-socialiste, qui ne pouvait accepter le progrès musical tel que lui l'envisageait. L'une des spécificités de cette société est qu'elle se base sur le groupe, et l'effet de masse (grands rassemblements, défilés, etc.) : la pop étant une musique de masse, le danger est, pour le compositeur, qu'elle n'amène au totalitarisme.[réf. souhaitée]